# Jesús Reynaldo
Jesús Orlando Reynaldo Hurtado (Trinidad, Beni, 22 de mayo de 1954) es un exfutbolista y entrenador boliviano. Se desempeñaba como delantero. También formó parte de la selección de Bolivia para el torneo de la Copa América 1979.

## Biografía
Su hermano, Carlos Reynaldo y su hijo, Christian Reynaldo también fueron futbolistas.

## Selección nacional
Fue internacional con la selección boliviana en 17 encuentros anotando 4 goles.

## Clubes

### Como entrenador
| Club        | País    | Año  |
| ----------- | ------- | ---- |
| Real Mamoré | Bolivia | 2011 |

## Palmarés

### Distinciones individuales
| Distinción                                        | Año                    |
| ------------------------------------------------- | ---------------------- |
| Máximo goleador de la Primera División de Bolivia | 1976, 1977, 1978, 1986 |